# Comment devenir une rock star
 (mars 2024).
 (mars 2024).
Si vous disposez d'ouvrages ou d'articles de référence ou si vous connaissez des sites web de qualité traitant du thème abordé ici, merci de compléter l'article en donnant les références utiles à sa vérifiabilité et en les liant à la section « Notes et références ».
Comment devenir une rock star (The Young Person's Guide to Becoming a Rock Star) est une série télévisée britannique en six épisodes de 35 minutes, créée par Bryan Elsley et diffusée entre le 10 novembre et le 15 décembre 1998 sur le réseau Channel 4. En France, la série a été diffusée à partir du 17 avril 1999 sur Jimmy.

## Synopsis
Cette série satirique met en scène un groupe de rock de Glasgow, les Jocks Wa Hey, dont les membres sont prêts à tout pour accéder au succès.

## Distribution
- Ciaran McMenamin : Jez MacAllister
- Simone Lahbib : Fiona Johnstone
- Nicola Stapleton : Joe Nardone
- Stephen McCole : Wullie Macboyne
- Duncan Marwick : Psycho MacPhail

Quelques vedettes de la scène musicale britannique ont fait une apparition dans certains épisodes, parmi lesquels Noel Gallagher, Chrissie Hynde, Jason Kay, Fish (premier chanteur de Marillion) ou encore Samantha Fox.

## Récompense
- Royal Television Society Award 1999 : Meilleure série dramatique

## Épisodes
1. Le Rêve (Lifestyles of the Rich and Famous)
2. Le Bouche à oreille (Creating the Buzz)
3. La Maison de disques (The A&R Men Cometh)
4. La Signature du contrat (Sign on the Line)
5. L'Enregistrement (Making Tracks)
6. La Promo (Shifting the Units)